# Cradles
"Cradles" é uma canção do cantor americano Sub Urban, lançada em 5 de janeiro de 2019. A música foi produzida e mixada por Sub Urban. "Cradles" em 2019 acumulou impressionantes 86 milhões de streams do Spotify. Sub Urban produziu a faixa em sua própria sala de estar de casa.

Como inspirou a música de Cradles:  "Na minha sala de estar. Comecei no piano. Eu estava escrevendo essa ideia de jazz para uma coisa de hip-hop low-fi e apenas toquei aleatoriamente os acordes e percebi como: "Merda, isso é um sucesso". Acabei de ouvir. Eu fiquei tipo, "Isso é meio sexy pra caralho." Então eu fui para o meu quarto e comecei a escrever. Eu não tinha ideia de que seria o que era até ouvir a música do meu amigo que ele fez recentemente e ele teve essa caixa de música na ponte. Originalmente, eu queria ir com um pizzicato de cordas para a gota e percebi que isso soaria muito mais cru com apenas sinos de caixa de música, e eu fui com isso e ficou muito bom, especialmente com o sub e depois o sinos depois, seguindo-o. Eu imediatamente pensei: “Oh, isso pode ser uma visão de bebês, infância, inocência, o que for.” Algo assim, tipo Melanie Martinez. Eu nem sabia sobre ela quando comecei a escrever, então isso foi estranho. Todo mundo estava me comparando. Como "Oh, você é a Melanie Martinez masculina"."

## Letra
Sub Urban: "Honestamente, foi como se eu comparasse a infância à idade adulta. Eu sinto que ninguém realmente cresce com o tipo de pessoa chorona que fazia birra quando era criança. E você vê muito isso na internet hoje em dia. É apenas sem filtro, todo mundo é apenas um idiota. E eu pensei que seria bom escrever uma música sobre como eu me desenvolvi como pessoa. Eu nem consigo me chamar de adulto. Eu sou um idiota estúpido de 19 anos e vou com o fluxo e sou tão bebê quanto qualquer outra pessoa, então pensei: "Escreva sobre isso"."

## Vídeo Musical
O videoclipe foi produzido pela Sky’s Gourmet Catering e Warner Records inc., dirigido por Andrew Donoho e lançado em 9 de Outubro de 2019.

## Créditos
Créditos adaptados de NCS.
- Sub Urban (Danny Maisonneuve) — Compositor, Produtor, Mixagem e Masterização.
- NCS — Gravadora Responsável